# Laguna Victoria
La laguna Victoria es una laguna amazónica de Bolivia ubicada al este del departamento del Beni, en la provincia Iténez, se encuentra a una altitud de 201 m s. n. m. Esta laguna se caracteriza por tener varios brazos de agua que se adentran en la espesa selva amazónica, tiene unas dimensiones de 16 km de largo por 3,5 km de ancho y una superficie de 25 km².
Se encuentra conectada con las lagunas de Porfia y Colorada al sur, por medio del río Negro.
La laguna tiene un perímetro costero de 52 kilómetros.
- Datos: Q5197566